# Яков лжец (фильм, 1999)
«Яков лжец» (англ. Jakob the Liar) — военная драма с комедийными эпизодами. Фильм снят Петером Кассовицем по мотивам одноимённого романа Юрека Беккера (1937—1997).

## Сюжет
Действие фильма происходит в варшавском гетто. Якоб Хаим — один из тысячи обитателей гетто, узник войны. Каждый божий день он трудится на товарной станции. История рассказывает о чудаке, который использует ложь, чтобы сохранить себе жизнь, и пытается облегчить жизнь обитателям в гетто. Он лжёт своим товарищам, что у него есть радио, рассказывает, что русские приближаются к Варшаве, внушая им надежду.

## В ролях
- Робин Уильямс — Якоб Хаим
- Ханна Тейлор-Гордон — Лиза
- Ева Иго — мать Лизы
- Иштван Балинт — отец Лизы
- Юстус фон Донаньи — Преус
- Кэтлин Гати — проститутка
- Боб Балабан — Ковальски
- Алан Аркин — Франкфуртер
- Майкл Джетер — Аврон
- Марк Марголис — Файнгольд
- Янош Гоштони — Самуэл
- Лев Шрайбер — Миша
- Армин Мюллер-Шталь — доктор Киршбаум
- Адам Района — Уистлер
- Анталь Лейзен — одноногий
- Матьё Кассовиц — Гершель
- Петер Рудольф — Роман
- Ян Беккер — молодой немец
- Янош Кулька — Натан
- Грег Белло — Блюменталь
- Нина Семашко — Роза
- Гражина Барщевская — мадам Франкфуртер
- Юдит Шаги — мадам Аврон
- Илона Пшота — старушка
- Аги Маргитаи — Эстер
- Иван Дарваш — Хардтлофф
- Ласло Борбей — доктор